# Helena Hauff
Helena Hauff is een Duitse DJ en muziekproducente uit Hamburg. Ze staat bekend om haar "stripped-down techno en electro tracks", opgenomen met analoge instrumenten, geïnspireerd op acid house, EBM en industriele muziek.
Hauff, die een kunstopleiding heeft gevolgd, werkte voorheen als dj in de Hamburgse club Golden Pudel, waar zij haar eigen nacht genaamd ‘Birds and Other Instruments’ organiseerde. Haar debuut-ep, Actio Reactio, bracht zij uit in 2013. Na een reeks van releases bij verschillende labels, onder meer James Dean Brown's Hypnobeat platenlabel, bracht ze haar debuutalbum, Discreet Desires uit via Werkdiscs records in 2015. Het album kwam binnen op de 19e plaats van Rolling Stones lijst van de 20 Beste EDM en Elektronische albums van 2015.
In december 2017 werd Helena Hauff de eerste vrouwelijk DJ die een "BBC Radio 1's Essential Mix of the year" won.

## Discografie
Studioalbums
- Discreet Desires (2015)
- Qualm (2018)

Ep's
- Actio Reactio (2013)
- Return to Disorder (2014)
- Helena Hauff Meets Andreas Gehm (2014, with Andreas Gehm)
- Shatter Cone (2014)
- Lex Tertia (2014)
- Have You Been There, Have You Seen It (2017)

Singles
- "Sworn to Secrecy Part II" (2015)
- "L'Homme Mort" (2015)

Andere releases
- A Tape (2015)
- Flächenbrand Mix (2015) (DJ mix)